# Espacio completamente de Hausdorff
| Axiomas de separación en espacios topológicos |
| --------------------------------------------- |
| T0                                            |
| T1                                            |
| T2                                            |
| T2½                                           |
| completamente T2                              |
| T3                                            |
| T3½                                           |
| T4                                            |
| T5                                            |
| T6                                            |

En topología, los espacios completamente de Hausdorff y los espacios de Urysohn (o T2½) son tipos de espacios topológicos que satisfacen axiomas de separación más fuertes que los del espacio de Hausdorff.

## Definiciones
Supongamos que X es un espacio topológico. Sean x y y puntos en X.
- Decimos que x y y pueden separarse por vecindades cerradas si existe una vecindada cerrada U de x y una vecindad cerrada V de y tal que U y V son disjuntos (U ∩ V = ∅). (Note que una vecindad cerrada de x es un conjunto cerrado que contienen un conjunto abierto que contenga a x.)
- Decimos que x y y pueden ser separadas por una función si existe una función continua f : X → [0,1] (el intervalo unitario) con f(x) = 0 y f(y) = 1.

Un espacio de Urysohn, o espacio T2½, es un espacio en el cual dos puntos cualesquiera pueden separarse por medio de vecindades cerradas.
Un espacio completamente de Hausdorff, o espacio funcional de Hausdorff, es un espacio en el cual dos puntos distintos pueden separarse por una función.

## Convenciones de nombres
El estudio de los axiomas de separación es notorio por los problemas con los nombres y sus convenciones. Las definiciones usadas en este artículo son las dadas por Willard (1970) y son las definiciones más modernas. Steen y Seebach (1970) y otros autores invirtieron las definiciones de los espacios completamente de Hausdorff y los espacios de Urysohn. 

## Relación con otros axiomas de separación
Es un ejercicio sencillo mostrar que dos puntos cualesquiera que pueden separarse por una función pueden separarse por vecindades cerradas. Si ellos pueden separarse por vecindades cerradas entonces claramente pueden separarse por vecindades. Se sigue que cada espacio completamente de Hausdorff es de Urysohn y cada espacio de Urysohn es de Hausdorff.
Uno puede mostrar también que cada espacio regular de Hausdorff es de Urysohn y cada espacio de Tychonoff (= espacio completamente regular de Hausdorff) es completamente de Hausdorff. En resumen tenemos las siguientes implicaciones:
| Tychonoff (T3½)             | {\displaystyle \Rightarrow } | regular de Hausdorff (T3)   |                              |                |                              |    |
| {\displaystyle \Downarrow } |                              | {\displaystyle \Downarrow } |                              |                |                              |    |
| Hausdorff completamente     | {\displaystyle \Rightarrow } | Urysohn (T2½)               | {\displaystyle \Rightarrow } | Hausdorff (T2) | {\displaystyle \Rightarrow } | T1 |

Uno puede encontrar contraejemplos mostrando que ninguna de estas implicaciones se invierte.

## Ejemplos
La co-topología de extensión contable es una topología sobre la línea real generada por la unión de la topología euclidiana usual y la co-topología contable. Los conjuntos son abiertos en esta topología si y solo si son de la forma  U \ A donde U es abierto en la topología euclidiana y A es contable. Este espacio es completamente de Hausdorff y de Urysohn, pero no regular (y así, no de Tychonoff).
Existen ejemplos oscuros de espacios que son de  Hausdorff pero no de  Urysohn, y espacios que son de  Urysohn pero no completamente de   Hausdorff o regular de Hausdorff. Para detalles ver Steen y Seebach.